# Río Isuela (Saragossa)
Der Río Isuela (Saragossa) – zu unterscheiden vom Río Isuela (Huesca) – ist ein ca. 44 km langer Fluss in der spanischen Provinz Saragossa, der über den Río Aranda und den Río Jalón zum Ebro hin entwässert.

## Verlauf
Der Río Isuela entspringt aus mehreren Quellbächen auf dem Gemeindegebiet von Beratón (Provinz Soria) auf der Westseite der Sierra de Moncayo. Er verläuft stetig in südöstliche Richtung und mündet in ca. 400 m Höhe bei Arándiga in den Río Aranda – ca. 5,6 km vor dessen Einmündung in den Río Jalón.

## Nebenflüsse und Stauseen
Der Río Isuela hat außer einigen Bächen (barrancos) keine Nebenflüsse; er wird nicht gestaut.

## Orte am Fluss
Purujosa, Calcena, Trasobares, Tierga, Mesones de Isuela, Nigüella